# Nadzieja (film)
Nadzieja è un film del 2007 diretto da Stanisław Mucha.